# Àmil
Àmil (àrab: عامل, ʿāmil, en plural عمال, ʿummal) és una paraula àrab que vol dir ‘agent’ o ‘actiu’, i designa al musulmà que compleix els deures exigits per la seva fe. El mot designava també un oficial del govern, especialment un recol·lector d'impostos.
Sota els primers califes designava als administradors provincials (al conjunt format per l'amir o governador, el cadi encarregat de la justícia i el tresor, i els assessors de recaptació del kharadj); sota els omeies algunes províncies foren governades per un àmil, i en altres l'àmil era el lloctinent; progressivament les seves funcions van esdevenir principalment relacionades amb les finances. Sota els abbàssides algunes províncies van estar governades per àmils però generalment el nom era donat al recol·lector d'impostos i al segle x era un oficial de finances que tenien tots els amirs o governadors i va romandre amb aquest significat. Sota els seljúcides els àmils eren governadors civils encarregats dels impostos i les tasques econòmiques.
Sota els otomans el significat es va perdre en part i es va anomenar àmils als grans grangers però uns funcionaris subalterns que recol·lectaven impostos a província van conservar el nom. A l'Índia musulmana un àmil era també un administrador de finances i més tard un recol·lector d'impostos subaltern a les províncies.